# 金属

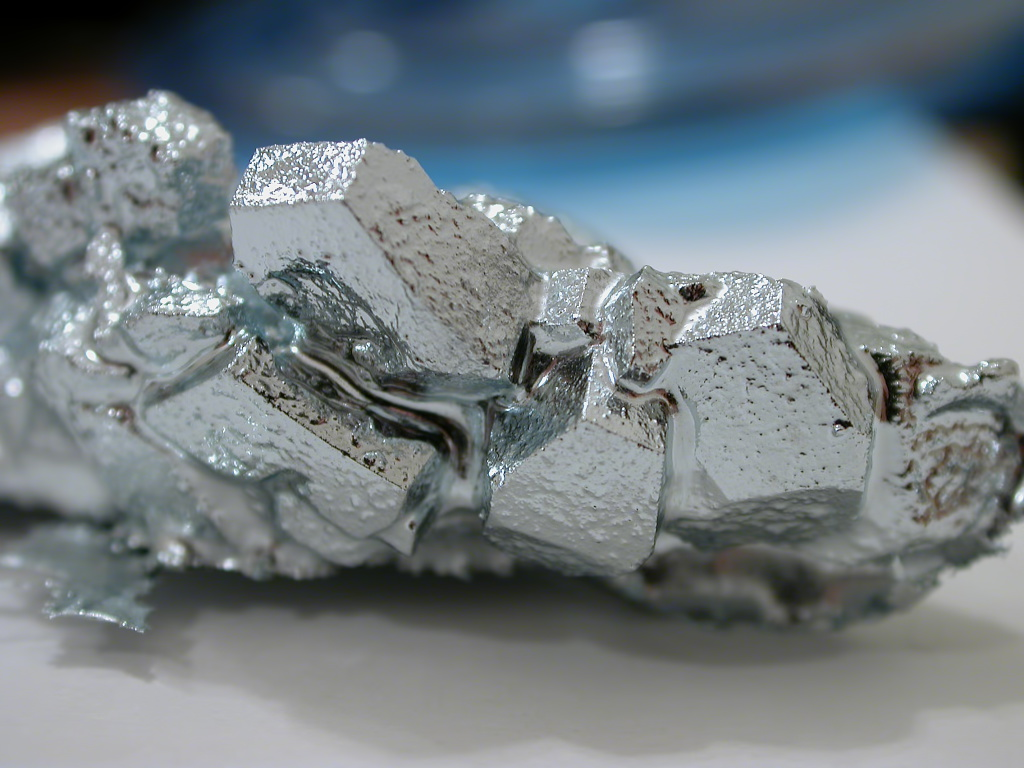
ガリウム の結晶。

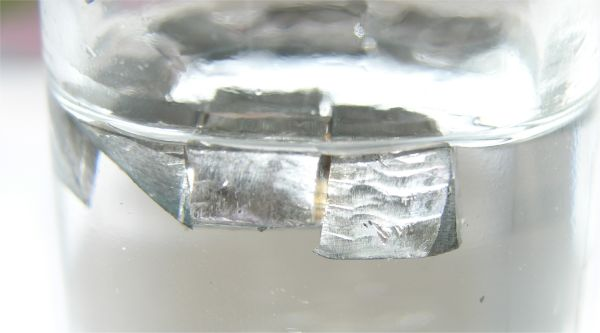
リチウム。原子番号が一番小さな金属

化学において、金属（きんぞく、英: metal）とは、一部の化学物質を指す総称である。具体的な定義については、#定義を参照。
金属は、水銀を例外として常温・常圧状態では透明ではない固体となり、液化状態でも良導体性と光沢性は維持される。
単体で金属の性質を持つ元素を「金属元素」と呼び、金属内部の原子同士は金属結合という陽イオンが自由電子を媒介とする金属結晶状態にある。周期表において、ホウ素、ケイ素、ヒ素、テルル、アスタチン（これらは半金属と呼ばれる）を結ぶ斜めの線より左に位置する元素が金属元素に当たる。
異なる金属同士の混合物である合金、ある種の非金属を含む相でも金属様性質を示すものは金属に含まれる。

## 定義

### 性質からの定義
以下の5つの特徴をすべて備えるものを「金属」と定義する。
1. 電磁波を反射する。（特に可視光を反射したときの光沢を金属光沢という。）
2. 熱伝導性に優れている。
3. 電気伝導性に優れている。
4. 展性を持つ。
5. 延性を持つ。

ただし、金属元素以外でも特定環境下では金属状態となる可能性も指摘され、例えば常温・高圧（約200GPa以上）下では水素は金属と同じような性質を帯びると推測されている。これを金属水素と呼称する。

### 化学結合からの定義
金属を原子の化学結合で定義する場合、特有の金属結合で説明される。これは、カチオン化した金属元素が規則正しく並び、その間を自由電子が動き回りながら、これらがクーロン力で結びついている結合を指し、常温下でこのような結合状態にある物質を金属と定義している。
原子の配列は、ほとんどの場合、面心立方格子構造 (fcc)、体心立方格子構造 (bcc)、六方最密充填構造 (hcp) のいずれかを取り、元素の種類や同じ元素でも状態によってそれぞれの構造となる。この構造はそれぞれ原子充填率が異なり、金属の塑性変形に影響を与える。

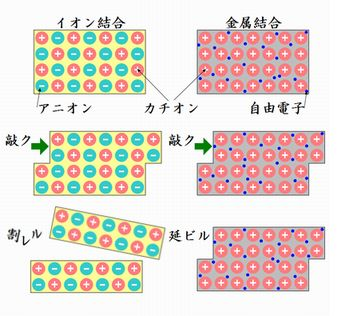
外部の力が加わった際の、イオン結合と金属結合に起こる差異

自由電子理論では、金属とは陽子がつくる格子状立体の中を電子が自由に飛び回っている状態 (Drude, 1900)、自由電子の気体の中に鋼体球（陽イオン）が浸かっている状態 (Lorentz, 1923) という表現で、カチオンと電子雲が結合する様子と自由電子のふるまいを説明した。この自由電子の存在が金属の特徴をもたらす。物体に外部の力が加わってズレが生じた際、イオン結合の物質は静電反発が起こり壊れるのに対し、金属は自由電子が取り囲んでいるため結合が安定する。金属光沢は、自由電子がほとんどの可視光をはねかえす、実際は自由電子の集団が様々な波長の光を吸収して再放出するため、全体では反射し光沢を持っている様に見えることによる。導電性には、電荷を持つ電子が自由に動き回りながら電極間に電荷を受け渡すことで寄与している。

### バンド理論からの定義

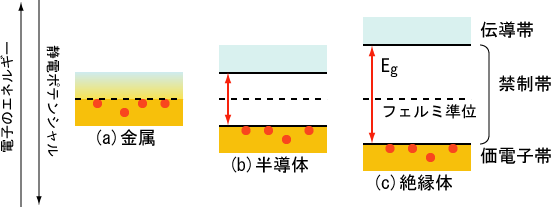
金属、半導体、絶縁体のバンド構造の模式図

原子中の電子が取りうるエネルギーのレベルは、複数の原子が存在する状態下ではおのおのが重ならない電子軌道を取る。バンド理論と呼ばれる理論を用いた場合、金属は以下のように定義される。
量子力学が要請する分裂によって生じる軌道は、金属においてアボガドロ数程度の原子が存在する状況ではエネルギーが低いところから順々に埋められ、最も高いエネルギー（フェルミエネルギー）を持つ電子が球状のフェルミ面を形成し、全体として定まった幅を持つ。これは「バンド構造」と呼ばれる。このバンドには物質によっては電子が軌道を取りえない断絶したエネルギー領域（バンドギャップ、禁制帯）があり、電子が取りうる最大のエネルギー領域がこのバンドギャップ部分にあると、電子軌道はギャップよりも低く原子核に束縛される バンド領域（価電子帯、バレンスバンド）に詰まってしまい、電流は流れない。しかし金属にはこのバンドギャップが無いため、電子は自由に動くことができ、電流が流れる。
半導体は、このバンドギャップが1eV前後であるため、光や熱のエネルギーを加えることで電子の一部をバンドギャップよりもエネルギー位置が高いところにある伝導帯（コンダクションバンド）まで引き上げることができ、結果通電するようになる物質である。

## 性質

### 融点
系の自由度を規定するギブスの相律では、物質の状態は以下の式で示される。
{\displaystyle F\,=C-P+2}
ただし、
- {\displaystyle F} は、自由度（平衡状態中に取り得る外的因子の数）。
- {\displaystyle C} は、成分の数。
- {\displaystyle P} は、その体系中において存在する相の数。

金属の相律を考える際、わずかな圧力変化が及ぼす影響は無視してかまわないため、変数2が表す示強性のうち圧力を減らした次式を用いる。
{\displaystyle F\,=C-P+1}
純金属の成分{\displaystyle C}は1となるため、上式を変形すると
{\displaystyle F\,=2-P}
となり、{\displaystyle P} = 2 すなわち固相と液相が共存する状態での自由度 {\displaystyle F} は0になる。これは、純金属が一定の融点を持つことを示す。一方、合金では {\displaystyle C} は2、{\displaystyle F} は1となり、融け始める温度（固相線温度）と完全に融ける温度（液相線温度）が異なるため、固相線温度を融点と置いている。これら相の変化は、溶融状態の金属を徐々に冷却しながら凝固させ得られる冷却曲線から分析する。
この、一定である純金属の融点（凝固点）は、温度の定点として利用されている。国際温度目盛1990年改訂 (ITS-90) ではスズ、アルミニウム、金、銀などの凝固点が採用されている。融点から沸点の間で液体状になった金属、または狭義では室温付近で液体状になる金属を液体金属という。

### 硬さ
金属は一般には硬いものとしてイメージされ、ひっかき硬さなどの意味に置いては実際に硬いものが多い。しかし、アルカリ金属やアルカリ土類金属のように柔らかいものもある。また、塑性という観点に立てば、むしろ金属は柔らかく（延性があり）加工しやすいのが特徴といえる。工業的に大量に利用されている理由も、強度と加工しやすさのバランスの良さにある。

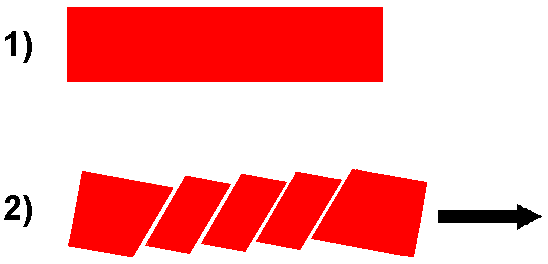
辷り（すべり）

塑性には、金属原子がどのような構造配列を持っているかも影響を与える。金属の塑性変形は原子密度が高い辷り面（すべりめん）と呼ばれる結晶面に沿って、原子の間隔が広く抵抗が少ないところから間隔が狭い方向（辷り方向）に起こる。この辷り面と辷り方向の組み合わせは「辷り系（すべりけい）」と呼ばれ、原子の構造配列によって数が異なる。それぞれの系の数は、fccが12、bccが48、hcpが4となる。ただし、bcc構造は原子密度が高い領域が無いため、辷りを起こすためには大きなせん断力が必要になる。このような理由から、fcc構造の金属は比較的簡単に塑性を起こし、bcc構造の金属は力が必要だが多様な形に変形させることができる。
金属材料の硬さ評価は、JIS規格にてブリネル硬さ、ビッカース硬さ、ロックウェル硬さ、ショア硬さの4種類の測定法が定められている。ブリネル硬さ試験は鋳物などに限られ、荷重の幅が広いビッカース硬さ試験は柔らかい金属から超硬合金まで対応が可能。ロックウェル硬さ試験は黄銅や焼入れ合金などで用いられる。

### 変態
物質が相を固体、液体、気体に変えることを相変態というが、ほとんどの金属はこれ以外に固体状態で結晶構造を変える現象を起こし、これを「固相変態」、「同素変態」または単に「（金属の）変態」と言う。この変態は温度変化によって起こされ、大抵のケースでは低温のfccやhcp構造を取る金属が固有の温度（変態温度）でbcc構造へ変わる。しかし例外として鉄は特殊な変態を見せ、低温時のbcc構造（α-Fe）から、912℃を境界にfcc構造（γ-Fe）へ変り、さらに加熱すると1400℃でbcc構造 (δ-Fe) となる。これは、低温の鉄は磁性が強いために起こる現象と説明されており、この特性が鉄の用途を広げる理由ともなっている。
高温の金属が冷却されbcc構造になる変態を「マルテンサイト変態」と言い、これは開始温度 Ms で始まり終了温度 Mf で完了する。逆にbcc構造の金属を加熱し起こす変態は「逆変態」と呼ばれ、温度 As で始まり Af で完了する。これらの温度は Mf＜Ms＜As＜Af の関係にある。
この変態を工学に応用する例には、原子力発電所で利用するウラン処理がある。668℃以下で斜方晶構造 (α-U) のウランは発電において鍛造や圧延加工を施し棒状に成形されるが、これには集合組織が形成されるため何度も加熱するうちに熱膨張を起こして数倍に伸びる。そこで、ウラン棒を加熱し正方晶構造 (β-U) へ変態させた上で急冷し、集合組織を除去する。これによって熱膨張を低減させることができる。

### 導体、超伝導
自由電子のふるまいによって、金属の熱伝導率と電気伝導率は高くなり、しかも比例する（ヴィーデマン＝フランツ則）。金属は温度が下がると電気伝導性が上がり、逆に温度が上がると伝導性は減少する。これは温度の上昇に伴って伝導電子がより散乱されるためである。この性質から、絶対零度に向けて金属の電気抵抗はゼロになることを検証する過程で、超伝導が1911年にヘイケ・カメルリング・オネスによって発見された。超伝導となる温度（臨界温度、Tc）は金属によって異なり、例えばニオブは9.22K、アルミニウムは1.20Kとなる。

### 腐食

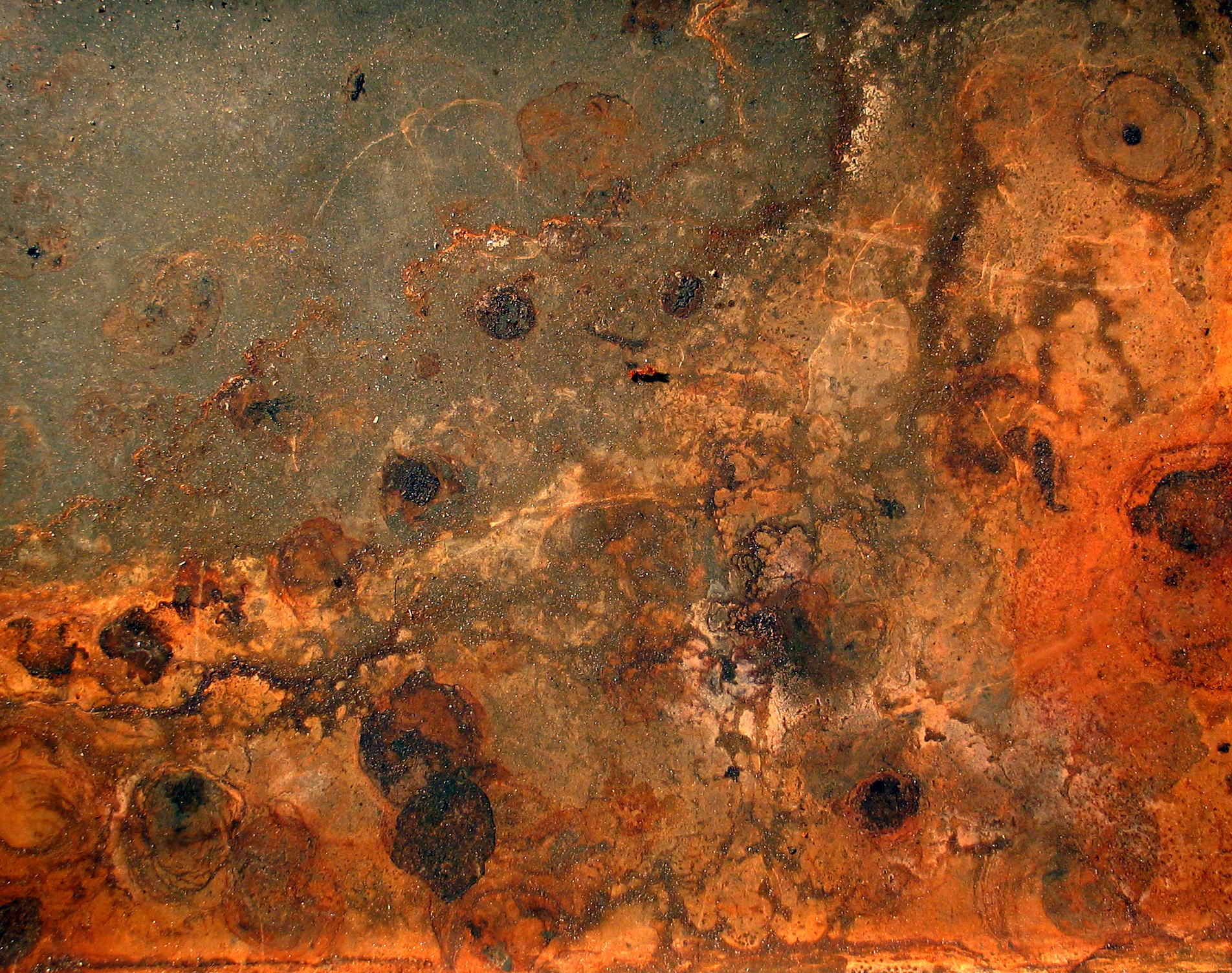
金属腐食の一例：錆

貴金属など一部を除き金属は本来、酸化や硫化された状態が安定している。工業利用では還元反応を用いて化合物を取り除いているが、自然な状態に置いた金属は再び酸素や硫黄などと結びつこうとする性質を持ち、錆や脆化が発生する。これらや、酸による反応などは一般に腐食と呼ばれる。腐食は、「化学的腐食」に相当する溶液による「湿食」や腐食性ガスがもたらす「乾食」がある。「電気化学腐食」は、合金を含め複数の金属が接触しているものに対し、電極の電位差から起きる腐食であり、イオン化傾向が強い金属が陽極（アノード）となって電解腐食（ガルバニ腐食）を起こす。
一方、化学的腐食のうち酸などが金属の表面を侵した段階で、この部分が酸化皮膜化してそれ以上の腐食が起こらなくなる現象がある。例えば鉄を希硝酸に漬けると溶解するが、硝酸濃度を上げ40%を超えると溶解速度は遅くなり始め、65%以上では溶解しなくなる。これは、鉄の表面に数10Å厚の不溶性である酸化鉄(II,III)が生成されるためである。このような状態となった金属を不動態と言う。
金属が酸素と結びつく酸化反応には、激しく起こるものと緩やかに進行するものがある。金属粉が酸化する場合、急な発熱や閃光を伴うことがあり、爆発事故に繋がる場合がある。この現象を逆利用したものがアルミニウム粉末を用いた溶接の手段であるテルミット法や、マグネシウムを利用する写真用フラッシュなどである。

### 破壊

丸い金属棒の引張試験結果の分類
(a) 脆性破壊
(b) 延性破壊
(c) 完全な延性破壊

塑性がある金属でも、過大な力が掛かれば破壊する。引張破壊を例にすると「脆性破壊」と「延性破壊」に分かれる。ぜい性破壊は亀裂を起因とするもので破壊箇所に塑性変形が見られず、金属の結晶面に沿って破壊が始まり、劈開（ヘキカイ）破面と呼ばれる断面が2km/秒という瞬時に金属に走って断裂する。これは部品設計上の問題が大きい。延性破壊は荷重のため金属が延伸し、その限界に達したところで断裂を起こす。そのため、破断部分に伸び細った様子が見られ、破断面にはディンプルと呼ばれる小さなくぼみが多数観察される。このような破壊に対し、破断面を観察し研究する分野はフラクトグラフィ（破面学）と呼ばれる。
一方で、破壊を引き起こさない程度の力が繰り返し同じ箇所に掛かるような時にも破壊が起こる。これは「金属疲労」もしくは単に「疲労」と呼ばれる。

## 金属の分類

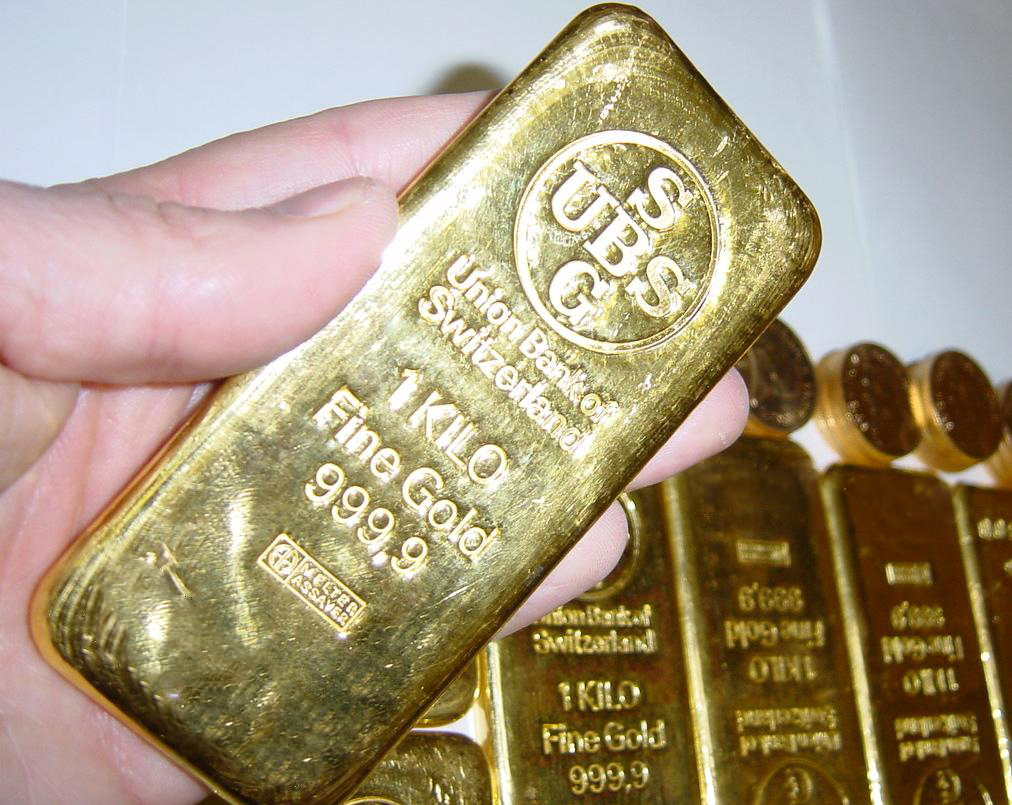
金：非鉄金属（貴金属。レアメタルには含まれない。）、面心立方格子構造の結晶を持ち、比重では重金属の範疇に入る。有色金属。

金属の分類にはいくつかの方法がある。

### 化学的性質による分類
- 典型金属：（アルカリ金属：Li、Na、K、Rb、Cs。アルカリ土類金属：Ca、Sr、Ba、Ra。）
- マグネシウム族元素：Be、Mg、Zn、Cd、Hg
- アルミニウム族元素：Al、Ga、In
- 希土類元素：Y、La、Ce、Pr、Nd、Sm、Eu
- スズ族元素：Ti、Zr、Sn、Hf、Pb、Th
- 鉄族元素：Fe、Co、Ni
- 土酸元素：V、Nb、Ta
- クロム族元素：Cr、Mo、W、U
- マンガン族元素：Mn、Re
- 貴金属（銅族、貨幣金属[21]）：Cu、Ag、Au
- 白金族元素：Ru、Rh、Pd、Os、Ir、Pt。
- 天然放射性元素：UおよびThを母体とする放射能壊変産物。U、Th、Ra、Rn、アクチノイド [22]。
- 超ウラン元素：Np、Pu、Am、Cm、Bk、Cf、Es、Fm、Md、No等、ウラン以降の元素[23]。

面心立方格子構造

体心立方格子構造

六方最密充填構造

### 金属結晶構造による分類
- 面心立方格子構造 (fcc)：Al、Ca、γ-Fe、Ni、Cu、Rh、Pd、Ag、In、Ir、Pt、Au、Pb
- 体心立方格子構造 (bcc)：Li、Na、K、β-Ti、V、Cr、α-Fe、δ-Fe、β-Sn、Ta、W
- 六方最密充填構造 (hcp)：Be、Mg、α-Ti、Zn、Cd、Nd、Os、Tl

### 工業材料分類
鉄鋼
- 炭素鋼：機械構造用炭素鋼、一般構造用炭素鋼など
- 合金鋼：クロム鋼、ニッケル鋼、不銹鋼（ステンレス鋼）、高速度鋼、工具鋼など
- 鋳鉄：可鍛鋳鉄、球状黒鉛鋳鉄（ダクタイル鋳鉄）など

非鉄金属
- 銅および合金
- アルミニウムおよび合金
- ニッケルおよび合金
- 貴金属：Au、Ag、Pt
- 低融点金属：Sn、Pb、Bi
- その他：Mg、Ti、Znなど

### 比重
金属を比重で分類する場合は、比重5を基準に下回るものを軽金属、上回るものを重金属と一般に呼ぶ。しかしこれはあまり厳密な定義ではなく、基準を比重4とする場合 もある。
- 主な軽金属と比重（比重5未満）：Li (0.53)、Na (0.77)、K (0.86)、Ca (1.55)、Mg (1.74)、Be (1.85)、Al (2.70)、Ti (4.50)
- 主な重金属と比重（高比重8種）：Ir (22.65)、Pt (21.4)、Au (19.3)、W (19.3)、U (19.1)、Hg (13.6)、Hf (13.3)、Pb (11.3)

### 貴金属と卑金属
貴金属と卑金属の分類にはさまざまな考え方がある。イオン化傾向から小さい金属を「貴金属」、大きいものを「卑金属」と呼ぶ概念、これに産出量の少なさや金属光沢の美しいもの（貴金属：precious metals）と大量産出されるもの（卑金属：base metals）を判断に加える概念 もある。貴金属は財貨となり、硬貨や貨幣経済を裏打ちする金本位制の基礎など、世界経済を支える役割を担った。また、卑金属から貴金属を生み出すことを目的とした錬金術は、化学の生みの親ともなった。

### 有色金属

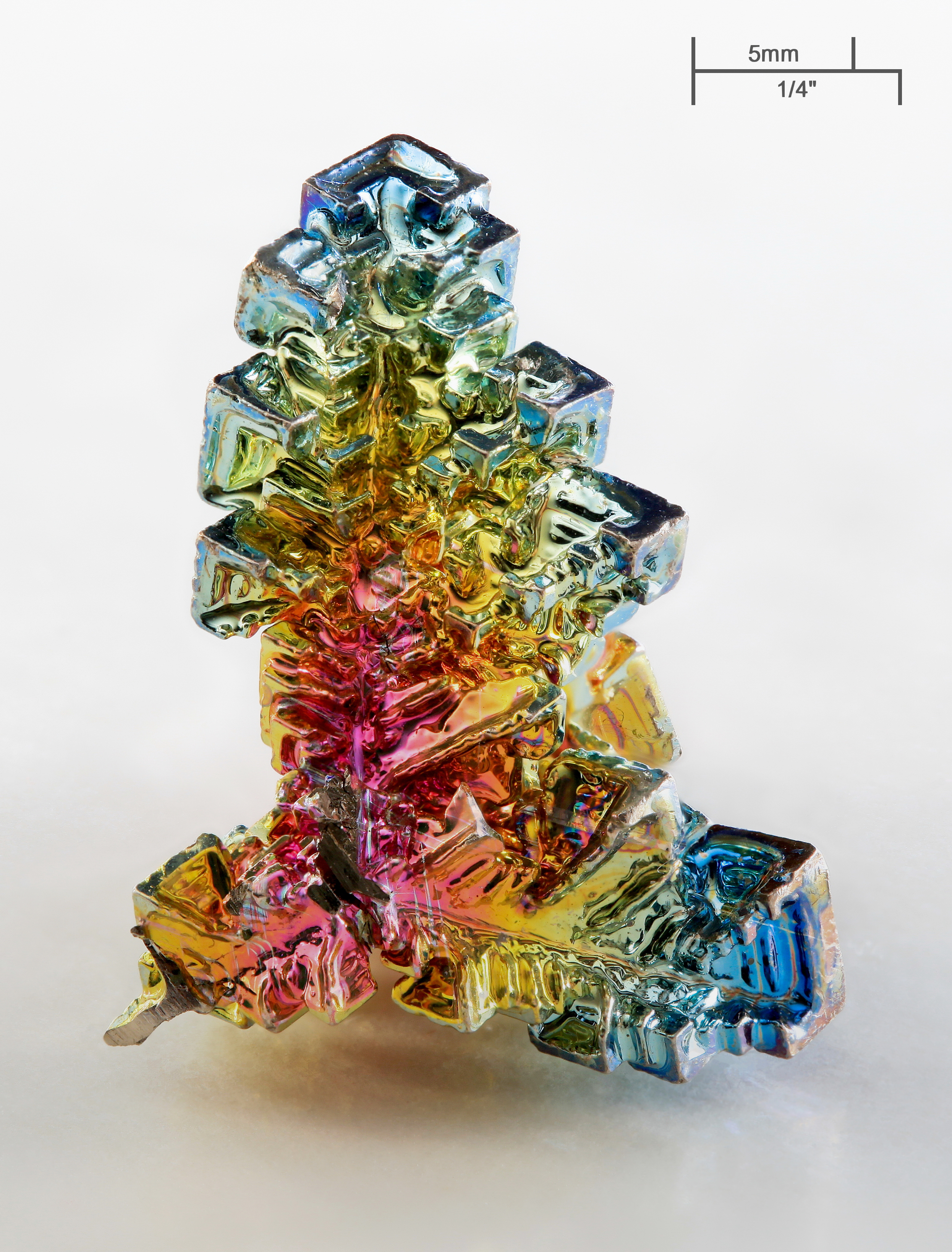
酸化発色したビスマスの結晶

ほとんどの金属が持つ金属光沢は灰白色であるが、一部に、比較的はっきりした色相を有する金属がある。純金属では金や銅、合金では黄銅、丹銅などがある。なお表面が酸化、塩素化、窒化など化学反応を起こした場合、これらの化合物の色や、酸化発色などの構造色 によって変色することもある。

### レアメタル
金属を汎用金属（コモンメタル、ベースメタル）と希少金属（レアメタル）に分ける分類もある。レアメタルの基準は以下の1-4のどれか一項目を満たし、かつ5番目の条件にあてはまるものを言う。
1. 存在する量が少ない
2. 鉱床を作らず、広く薄く分布している
3. 鉱床を作っても、特定の国や地域に限定されている
4. 鉱物から取り出したり精製したりすることが難しい
5. 現代の産業に欠かせない素材である

レアメタルは、典型元素15種類+希土類以外の遷移元素15種類+希土類金属（レアアースメタル）17種類の合計47種類があり、この中には半金属のホウ素、セレン、テルルも含まれる。これらレアメタルはクラーク数の少なさとは必ずしも一致せず、例えば銅は、地殻に含まれる量は少ないが古来青銅器が作られたように鉱石が発掘しやすく精錬も容易だった。
コモンメタルの定義は、「レアメタル以外の金属」「歴史的に文明を支えた鉄、銅、亜鉛、スズ、水銀、鉛、アルミニウム、金、銀の8種類」など複数ある。
以上のように「レア」と「コモン」の差は物質の絶対量ではなく、人類がいかに容易に調達できるか、需給バランスのギャップという点が強い。そのため、精錬技術の向上など製造プロセス革新によってレアメタルに分類される金属がコモンメタル化される可能性があり、その例としてチタンがコモンメタル化されつつある。

## 合金
単一の金属を「純金属」という のに対し、複数の金属の化合物を「合金」という。合金は単体の金属が持たない性質を持つことがあり、工業用材料として用いられる金属は多くが合金である。

### 鉄鋼
鉄を基礎とする合金（鉄基合金）は鉄鋼と呼ばれ、その潤沢な生産性を背景に様々な分野で活躍している。鉄鋼は本質的に鉄 (Fe) と炭素 (C) の合金であり、その微細組織は Fe-C 二元系が平衡状態にある物質と定義できる。鉄鋼の用途は構造部材が主流とするが、車両や船舶など輸送機械、発電、化学などのプラントや工作機械類、ばね、工具、金型など多岐にわたる。
鉄鋼はさらに別の金属を加えた改良が施され、クロムを加えて耐食性を付与した不銹鋼（ステンレス鋼）は100種類以上、優れた磁性を持つ磁石鋼、膨張など温度による影響を排除した不変鋼（インバー、バイメタルなど）、その他にも工具鋼や耐熱鋼、快削鋼など、多様な合金が上市されている。

### アモルファス金属
本来は結晶相を持つ金属が、ある種の合金では規則的な格子を作らずガラスのように非晶性となることがあり、これはアモルファス金属と呼ばれる。1960年、金-シリコン合金で発見されたこの性質は、他に鉄系、アルミニウム系、コバルト系、ニッケル系、マグネシウム系などが知られる。
アモルファス金属は、強い磁性に機械的強度や耐食性に優れ、温度変化による熱膨張や剛性低下の係数が低い。アモルファス金属の製造法には複数の手法が提案されているが、工業的には直接合金を得られる溶融金属の急冷凝固法が優れている。

### 機能性金属
合金の中には、特殊な機能を持つ種類がある。ニッケル-チタンや鉄-マンガン-チタン合金などの形状記憶合金、相変態を利用した超弾性合金、金-銅-ジルコイル合金などの超塑性合金、マグネシウムなどを用いる水素吸蔵合金、結晶境界のずれを利用する制振合金などがある。水銀や高価なセシウムに替わる低融点の合金も研究されており、かつて開発されたウッドメタルの毒性を改良したガリンスタンなども提案されている。今後は、レアメタルの用途を代替する合金の開発などが求められている。

## 精錬と加工

### 精錬
地球の環境下において、天然の状態で得られる純金属はごく少数に限られ、ほとんどは酸化物、硫化物、炭酸塩、ケイ酸塩、ヒ化物といった化合物となっている。これらから他の元素を排除して利用に耐えうる金属を取り出す手法を精錬、冶金と言う。その方法は加熱して行う乾式精錬法（乾式冶金法）と、電気分解（電解精錬）や溶液内で抽出する湿式精錬法（湿式冶金法）があり、これらは金属と他の元素間に働く結合力（親和力）などから選ばれる。
金属利用範囲の拡大に伴って高純度の金属が求められるようになり、これらに対応する精錬法も開発されている。ゾーンメルト法（帯域溶融法）は、溶融させた不純物を含む金属を徐々に冷やし、偏析を利用して純度を高める。

### 鋳造
金属を工業材料として用いるには、まず溶融させて鋳型に流し込む鋳造から始まる。青銅器時代から用いられたこの金属加工法で作られた鋳物は、そのままでは粗く、不純物の遍在や鋳巣などがあり強度が低い。これらは金属部品の要求性能が高まるにつれ、塑性加工技術の進展や用いられる合金の改良などが施された。鉄では1947年に球状黒鉛鋳鉄、アルミニウム合金では1920年にシルミンの改良法が発案され、溶湯（ようとう、溶融状態の金属）処理法での強度改良に大きく寄与した。
製法も、砂型、金型、ダイカスト、精密鋳造など多種の手段が用いられるようになった。効率向上においては、連続鋳造法の基礎が1933年に発案され、1950年代にプロセス改良を経て実用的な技術として確立された。

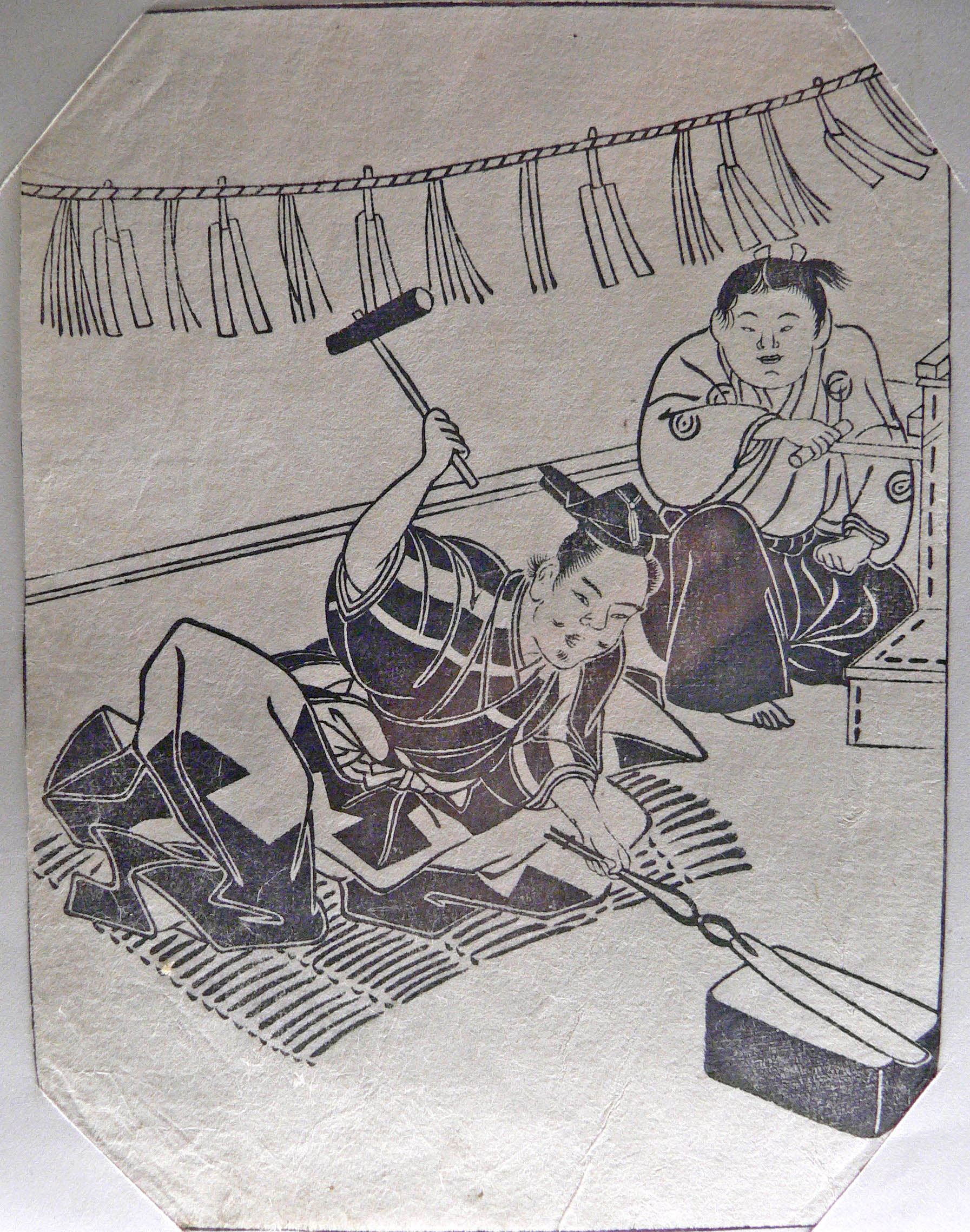
鍛造の一例：刀鍛冶

### 塑性加工
金属に弾性限界を超える外的な力を与え、永久ひずみを起こして望む形状や寸法に加工することを塑性加工と言う。これには、加熱した状態で行う「熱間加工」と常温で行う「冷間加工」に分類され、前者は再結晶が伴い、後者は常温で再結晶する一部の金属を除いて再結晶化が起こらない。
塑性加工の手法には、圧延、引抜き、押出し、鍛造、深絞り、打抜きなどがあり、このような変形加工を通じて金属の不均一や粗い結晶粒の微細化が起こり、強靭さが増す。また、圧延などでは個々の結晶粒の方向性が揃いながら集合組織を形成するために、表面のエネルギー特性を高める効果もある。

### 硬化加工
金属硬度には、「焼入れ」も大きな影響を与える。これは、加熱した金属を急冷却させる工程で、変態を起こさせる暇を与えず水や油に投入して温度を下げ、高温時の結晶状態を維持する手段である。ただし焼入れのみではもろいため、「焼き戻し」という再加熱が対で行われる。この2工程を合わせて調質という。
鍛鉄や、金属を何度も折り曲げるなど外部から繰り返して力を加えると、金属は硬くなる。これは転位論で説明される格子欠陥のひとつ「転位」と呼ばれる原子配列の乱れが金属の塑性を起こす辷り面に生じ、これがやがて点欠陥に固着し、金属全体が動きにくくなる現象である。

## 人と金属の関係

### 宇宙と生命の関係
人体は、カルシウムを含む6つの多量元素、ナトリウム、カリウム、マグネシウムを含む5つの少量元素で99.4%を構成されている。これに加え必須元素、微量元素が生命活動や酵素の活性などに使われている。
このような金属をつくる元素は宇宙の誕生とともに生成された訳ではない。ビッグバンが起こった後、当初宇宙に満ちていた元素は水素とヘリウムだけだったと考えられる。これが重力によって集まり、産まれた恒星の中でより重い元素は核融合を起こし生成された。ただし太陽程度の星では酸素までであり、より重い質量の恒星でも内部で生成される元素は鉄までに止まる。鉄よりも重い元素は超新星爆発のエネルギーを吸収して初めて核融合を成すといわれる。地球が鉄よりも重い金属元素を含み、それらを生物が生命活動に、そして人類がエネルギーとして放射性元素を利用していることは、すなわち太陽系、人類を含む生命を構成し活動を支える物質はかつて爆発し散らばった星のカケラが再集結したものであることを示し、金属の存在はそれを証明している。このことを指し、人類を始め地球生命は「星の子」 とも評される。

### 金属利用
文明が金属を使用した太古の例では、イラクで出土した紀元前9500年頃の銅製ペンダントが見つかっている。しかしこれは天然にあった純銅をほぼそのまま利用したもので、以後続いた銅の利用は、銅が純粋な形（自然銅）で鉱石となって集まりやすく、しかも地球表面のいたるところに分布していたことが幸いした。この初期段階で利用された他の金属は、金や銀など酸素と結合しにくい貴金属に限られ、その絶対量も希少だった。

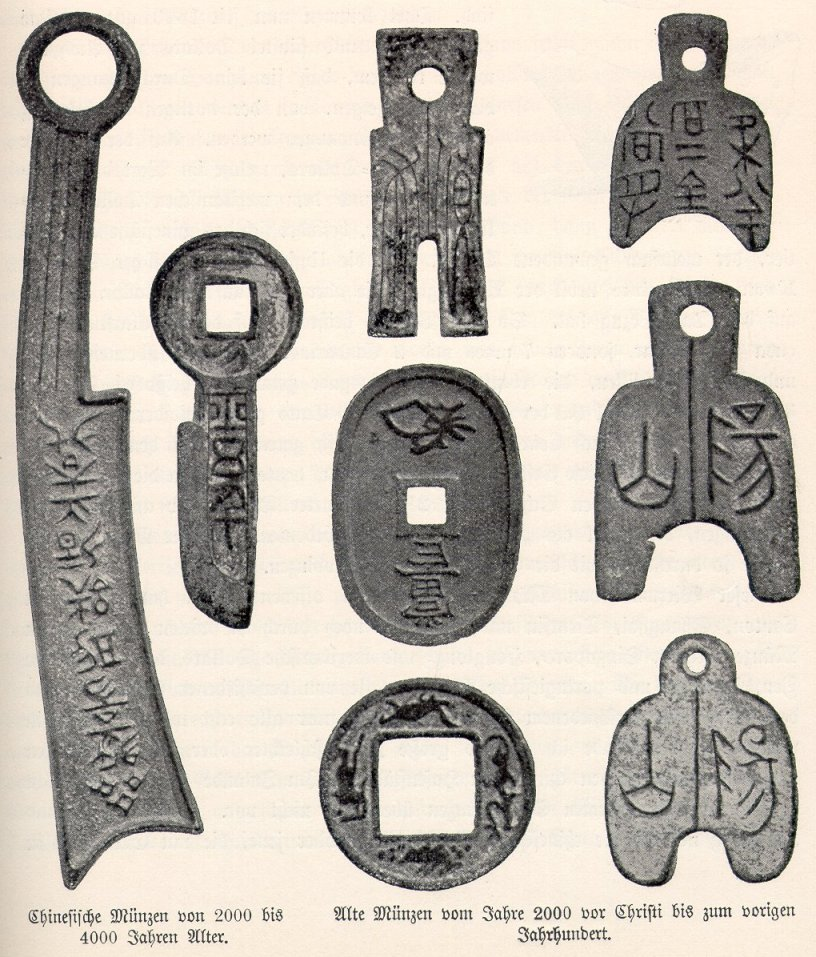
周時代の青銅製通貨

酸化物から金属を得る製錬技術は、世界四大文明が生まれ、人類が数百℃以上の熱源を制御する手段を得て初めて可能となった。紀元前2000頃のエジプトの壁画には足踏みふいごと鋳型が登場する。さらに、銅－砒素および銅－錫合金が発明され、融点を940℃まで下げながら約3倍の強度を持つ青銅が古代中国大陸の殷王朝や地中海のミケーネ文明、ミノア文明および中東などを例に金属器が広く製造、使用されるようになり、青銅器時代が到来した。
地球上に豊富にある鉄は酸化された状態にあり、最古の利用例と言われるエジプトやメソポタミアで発見された紀元前5000-3000年前の鉄製品は、隕鉄を叩いて 製造されている。酸化鉄を加熱し還元反応を経る精錬は、諸説あるが 紀元前1650年頃のヒッタイトで始められ、彼らが持つ鉄製の武具は高い軍事力の裏打ちとなった。製鉄技術は約200年以上秘匿されてきたが、紀元前1200年頃に「海の民」にヒッタイトが滅ぼされると、製鉄技術の広範な伝播が始まった。なおヒッタイト秘術の真髄は、鉄の精錬そのものではなく炭素を含ませ鋼をつくる技術にあったと思われている。
金属精錬技術の普及とともに、金属は武器だけでなく農耕器具や生活用品にも広く用いられ、また貴金属類も装飾品などに使われている。金属の磁性は方位磁石から羅針盤へと発展し航海技術発展に寄与した。
18世紀以前、人類が使用していた金属は金や鉄、水銀など11種類だけであった。産業革命を迎えると採掘や精錬技術が進み、またドミトリ・メンデレーエフの周期表発表前後は新たな金属が続々と発見された。さらに19世紀以降には様々な化学実験や原子論など考察が金属にも加えられ、原子の構造が順次明らかとなった。20世紀には量子論など金属への根本理解がさらに深まり、さまざまな用途展開が行われている。

### 人体への影響
一部の金属は人体に強い毒性を持ち、必須、微量元素に当たる金属の中には過剰摂取で中毒症状を起こすものもある。公害の原因となったカドミウム（イタイイタイ病）、水銀（水俣病）や、グレアム・ヤング事件で使われたタリウムなどが知られる。江上不二夫は、このような元素類は海水中に含まれる濃度が低い点を指摘し、人類に繋がる生物が海中で発生した際に接触する機会がほとんど無く、進化の過程で解毒機構を獲得しなかったものと考察している。
2006年に起こったアレクサンドル・リトビネンコ暗殺事件で被害者の体内から検出された放射性元素のポロニウムは、純度50%での致死量は100万分の1グラムと言われる。ただしポロニウムは自然界に存在せず、原子炉で人為的にしか製造されない。
金属が生体に接触してアレルギー反応を示すことがあり、これは金属アレルギーと呼ばれIV型（遅延型）に分類される。金属そのものは抗原性を示さないがアレルゲンとなり、溶出した金属イオンが蛋白質と結合して抗原となる。